# Ана Стойкова
Ана Стойкова Стойкова е български учен, изследовател на старобългарската литература.

## Биография
Ана Стойкова е родена на 19 август 1955 г. в София. Завършва българска филология в Софийския държавен университет (1978), научен сътрудник (1993), доцент (1999) и професор (2019) в Института за литература при БАН. През 1993 г. защитава докторска дисертация на тема „Физиологът в южнославянските литератури“, а през 2015 г. – дисертация за придобиване на научната степен „доктор на науките“ на тема „Мъченията на св. Георги в южнославянската средновековна традиция“. Чете лекции по старобългарска литература в Пловдивския университет „Паисий Хилендарски“ (1993 – 2003) и в Нов български университет (2003 – 2006). Лектор по български език във Варшавския университет (2006 – 2011). Заместник-директор на Института за литература при БАН (2000 – 2006, 2012-). Главен редактор на сп. „Старобългарска литература“ (2011-). Член на Асоциацията на медиевистите и византинистите в България.
Научните ѝ занимания са в следните области: история и теория на старобългарската литература и книжнина, кирилометодиевистика, агиография и агиология, византийско-славянски литературни връзки; компютърна обработка и издаване на ръкописи и средновековни текстове, използване на компютърни средства в хуманитаристиката.

## По-важни публикации

### Книги
- Физиологът в южнославянските литератури. София: БАН, 1994.
- Първоучителят Методий. София: Време, 1995.
- Чудесата на св. Георги в балканската кирилска традиция (Археографско-текстологическо изследване). Хабилитационен труд. Ръкопис. София, 1998.
- История на срeдновековната българска литература. Съст. A. Милтенова. София: Изток-Запад, 2008 (2 попр. изд. 2009). 776 с. (в съавторство).
- 2011 Славянският физиолог. Византийска редакция: Електронно издание на текста и сравнително изследване / The Slavic Physiologus of the Byzantine Recension: Electronic Text Edition and Comparative Study.
- Свети Георги Победоносец. Агиографски произведения в южнославянската литературна традиция. София: Изток-Запад, 2016. 728 с.
- Светци змееборци: Теодор Тирон, Теодор Стратилат, Георги Победоносец в южнославянската средновековна традиция. София: Изток-Запад, 2019. 336 с.
- Първоучителят Методий. Второ попр. изд. София: „Захарий Стоянов“, 2020, 208 с., ил.
- Macé, Caroline, Jost Gippert (Eds.) The multilingual Physiologus: Studies in the oldest Greek recension and its translations. Turnhout: Brepols Publishers, 2021 (IPM, 84) (в съавторство).
- Физиолог: Александрийската редакция и нейните славянски преводи. София: Издателски център „Боян Пенев“, 2024. 240 с.

### Избрани студии и статии
- Кой седи на коня зад св. Георги? – Palaeobulgarica, 21, 1997, 2, 56 – 68.
- Библијска симболика у јужнословенском физиологу Архив на оригинала от 2008-04-03 в Wayback Machine.. – В: Научни састанак слависта у Вукове дане, 26/1. Српска књижевност и свето писмо, 9 – 14. 9. 1996, Београд – Манасија. Београд, 1997, 243 – 249.
- Problems of the Composition of Late Medieval Non-Liturgical Miscellanies and the Place of Hagiographic Works in them. – In: Medieval Slavic Manuscripts and SGML: Problems and Perspectives. Sofia, 2000, 108 – 130.
- Бележки върху историята и структурата на ранните служби на Кирил Философ. (По повод на един новооткрит молдавски препис). – В: Климент Охридски  живот и дело. С., 2000 (Кирило-Методиевски студии, 13), 216-231.
- Problems of the Composition of Late Medieval Non-Liturgical Miscellanies and the Place of Hagiographic Works in them. - In: Medieval Slavic Manuscripts and SGML: Problems and Perspectives. Sofia, 2000, 108-130.
- Чудо Светог Георгиjа са змаjем у Туманском апокрифном зборнику. – В: Чудо у словенским културама. Уредио Деjан Аjдачић. Нови Сад, 2000, 109-125.
- Българският свети Георги между Киев и Константинопол. – В: В памет на Петър Динеков. Традиция. Приемственост. Новаторство. С., 2001, 87-93.
- An Original Slavonic Chant or How Many Kings Tortured St. George. – В: Словенско средњовековно наслеђе. Зборник посвећен професору Ђорђу Трифуновићу. Београд, 2002, 605–616.
- Чудесата на св. Георги от Стишния пролог в балканската кирилска книжнина. - В: Език и история на българските средновековни текстове. Сборник в чест на Екатерина Дограмаджиева. С., 2002 (Кирило-Методиевски студии, 14), 152-164.
- Една оригинална южнославянска стихира за св. пророк Илия. – В: Пѣти достоитъ. Сборник в памет на Стефан Кожухаров. С., 2003, 61–67.
- Метафрастовото житие на св. Георги в балканските кирилски ръкописи. – В: Преводите през ХІV столетие на Балканите. Доклади от международната конференция, София, 26-28 юни 2003. С., 2004, 270–277.
- Произведенията за св. Георги в балканските кирилски ръкописи (Предварителни бележки). – В: България и Сърбия в контекста на византийската цивилизация. Сборник статии от българо-сръбския симпозиум 14-16 септември 2003, София. С., Академично издателство “Марин Дринов”, 2005, 413-422.
- Житието на св. Георги в хърватските глаголически фрагменти. – В: ... Нѣсть оученикъ надъ оучителемь своимь. Сборник в чест на проф. дфн  Иван Добрев, член-кореспондент на БАН и учител. Съст. А.-М. Тотоманова, Т. Славова. С., 2005, 315-322.
- Аджарска следа в Чудото на св. Георги със змея? – В: Филологически изследвания в чест на Климентина Иванова за нейната 65-годишнина. С., 2005 (Старобългарска литература, 33-34), 235-246 (= Гује и јакрепи. Књижевност, култура. Уредници Мирјана Детелић & Лидија Делић. Балканолошки институт. Посебна издања, 120. Београд, 2012, 255-267).
- Синаксарните жития на св. Георги в южнославянската ръкописна традиция. – В: Многократните преводи в южнославянското Средновековие. Доклади от международната конференция, София, 7-9 юли 2005 г. С., "ГорексПрес", 2006, 267-286.
- St. George the Victorious. – In: Slovo: Towards a Digital Library of South Slavic Manuscripts (http://slovo-aso.cl.bas.bg/zograph.html#StGeorge , 2007).
- Кирило-Методиево дело (предпоставки и резултати): Извори за живота и делото на Кирил и Методий (37-40); Моравската мисия на Кирил и Методий (40-48); Кирило-Методиевите ученици в България (49-54). – В: История на българската средновековна литература. Съставител А. Милтенова. С., Изток-Запад, 2008 (Второ поправено изд. 2009).
- Старобългарската непесенна поезия. – В: История на българската средновековна литература. Съставител А. Милтенова. С., Изток-Запад, 2008 (Второ поправено изд. 2009), 126-130.
- Агиографията през ІХ-ХІ век. – В: История на българската средновековна литература. Съставител А. Милтенова. С., Изток-Запад, 2008 (Второ поправено изд. 2009), 130-142.
- Константин Преславски. – В: История на българската средновековна литература. Съставител А. Милтенова. С., Изток-Запад, 2008 (Второ поправено изд. 2009), 240-245.
- Черноризец Храбър. - В: История на българската средновековна литература. Съставител А. Милтенова. С., Изток-Запад, 2008 (Второ поправено изд. 2009), 248-251.
- Славянски култове на Първото българско царство. – В: История на българската средновековна литература. Съставител А. Милтенова. С., Изток-Запад, 2008 (Второ поправено изд. 2009), 297-305.
- Агиографията през ХІІІ век. – В: История на българската средновековна литература. Съставител А. Милтенова. С., Изток-Запад, 2008 (Второ поправено изд. 2009), 453-459.
- Early Slavic Cults in the Hagiology of the First Bulgarian Kingdom. – In: Religijna mozaika Bałkanów. Pod red. M. Walczak-Mikołajczakowej. Gniezno, 2008, 25-31.
- Култът към св. Кирил и Методий през Българското средновековие. Идеологически параметри и литературни рефлекси. – Slavia Meridionalis. Studia slavica et balcanica, 8, 2008, 309-326 (същото в сп. Библиотека, 22 (61), 2015, 3 (Тематичен брой “Европейските измерения на Кирило-Методиевото дело”. Съставител Е. Узунова), 22-35.
- Жените и Света гора. Славянски литературни и фолклорни свидетелства. – В: Święta góra Athos w kulturze Europy. Europa w kulturze Athosu. Pod redakcją Marzanny Kuczyńskiej. Gniezno, 2009, 255-263.
- Електронно издание на славянския Физиолог (Към въпроса за приложението на компютърните технологии в хуманитаристиката). – Slovo. Journal of Slavic Languages and Literatures (Uppsala), 52, 2011, 81–96. (http://uu.diva-portal.org/smash/record.jsf?pid=diva2%3A469351&dswid=1744).
- Св. Георги в ислямската традиция на Близкия изток. – В: Светци и свети места на Балканите. Материали от международната конференция, София, 14–16 юни 2012 г. Т. 2. София, 2013 (Старобългарска литература, 48), 41-55.
- Св. Теодор Тирон и св. Теодор Стратилат: още по въпроса за едноименните светци. – Palaeobulgarica, 37, 2013, 2, 3-22.
- Най-старото мъчение нa св. Георги (BHG 670) в славянската ръкописна традиция. – In: Hagiographia Slavica. Materialien von der Internationalen Konferenz Wien, 23.-25. Oktober 2008. Wien, 2013, 235-243. (Wiener Slawistischer Almanach,  Sonderband 82).
- Митът за феникса в православнославянската литературна традиция. Съдържание и интерпретации. – Slavia Meridionalis, 14, 2014, 48-73.
- От Месопотамия до Етрополе. Трансформации на мита за голямата космическа птица. – Старобългарска литература, 49-50, 2014, 126–168.
- Агиографският репертоар през IX-X в. [авторска част (c. 237-243) от:] Книжовността по времето на цар Симеон [автори: А. Ангушева, Н. Гагова, А. Милтенова, Т. Славова, А. Стойкова]. – В: Българският Златен век: Сборник в чест на цар Симеон Велики (893–927). С., 2015, 201-249.
- Информационните технологии в литературознанието: нови възможности за съхраняване, проучване и популяризиране на литературното наследство. – Списание на БАН, 2, 2016, 76-82.
- За възможните източници на апокрифния мотив „Сатанаил отказва да се поклони на Адам“ в едно раннохристиянско мъчение. – In: Tekst biblijny w literaturach południowosłowiańskich od średniowiecza do nowoczesności [Biblical Text in the South Slavonic Literatures from the Middle Ages to the Modern Times]. Editors-in-Charge of the issue [Redaktorzy Prowadzący] : Ewelina Drzewiecka, Ana Stoykova. (Slavia Meridionalis 16). Warszawa, 2016. 633 pp. (Slavia Meridionalis 16). Warszawa, 2016, 138-153.  (https://ispan.waw.pl/journals/index.php/sm/article/view/sm.2016.010)
- Малки бележки върху един епизод от славянската Книга на Eнох (2 Eнох). – В: Vis et sapientia: Studia in honorem Anisavae Miltenova. Нови извори, интерпретации и подходи в медиевистиката. София: Изд. център "Боян Пенев", 2016, 133-148.
- Чудото за воловете на Теопист (bhg 689) в южнославянската литературна традиция. – В: Поклонъ прѣдъ боукъвьныимь словесьмь. Юбилеен сборник в чест на 70-годишнината на проф. д-р Пеньо Ст. Пенев. Състав. С. Вълчанова, А. Джельова, Ал. Гьошев. Пловдив: Fast Print Books, 2017 (2018), 158‒167.
- Физиологът в руската средновековна книжнина. – В: Маршрути на книжовно общуване между източните и южните славяни (XI-XXI век). Международна научна конференция, 21-22 ноември 2019 г., София. Съст. и ред. А. Милтенова, И. Калиганов. София: ИЦ „Боян Пенев“, 2020, 129-141.
- The Slavonic Physiologus. – In: Macé, Carolone, Jost Gippert (Eds.) The multilingual Physiologus: Studies in the oldest Greek recension and its translations. Turnhout: Brepols Publishers, 2021 (IPM, 84), 351-386, 409-410, 488-491, 566-569.
- Стойкова, А. Псевдо-Василиевата редакция на Физиолога в славянската ръкописна традиция. – В: А на жената бяха дадени крила. Сборник в чест на професор Светлина Николова / And Wings Were Given to the Woman. In Honour of Professor Svetlina Nikolova (= Palaeobulgarica, 46/4. Специално издание). София, Кирило-Методиевски научен център, 2022, 353–393.